# الجراحة القحفية الوجهية
الجراحة القحفية الوجهية (بالإنجليزية:Craniofacial surgery) أو الجراحة الجمجمية الوجهية هي تخصص فرعي يتعامل مع التشوهات الوراثية أو المكتسبة في الرأس والجمجمة والوجه والرقبة والفكين والتراكيب المتعلقة بها. بالرغم من تعامل العلاج القحفي الوجهي مع العظام وتعديله لها، لكن الجراحة القحفية الوجهية غير متخصصة، إذ يتعامل جراحو الجمجمة والوجه مع العظام والجلد والأعصاب والأسنان وغيرها من التراكيب التشريحية ذات الصلة. 
تشمل التشوهات الخاضعة لتلك الجراحة تعظم الدروز الباكر (منعزلًا أو ضمن متلازمة)، والفلح الوجهي النادر، والمضاعفات الحادة والمزمنة لكسور الوجه، وفلح الشفة والحنك، وصغر الفك، ومتلازمة تريتشر كولينز، ومتلازمة ألبيرت، ومتلازمة كروزون، وصغر الفم، وصغر صيوان الأذن، وغيرها من تشوهات الأذن، وغيرها الكثير. 
يتطلب التدريب في الجراحة القحفية الوجهية إكمال زمالة الجراحة القحفية الوجهية. تتاح تلك الزمالة للأفراد الذين أنهوا نيابة جراحة الفم والوجه والفكين، أو جراحة التجميل وإعادة التركيب، أو جراحة الأنف والأذن والحنجرة. بالنسبة للذين أنهوا نيابة جراحة الوجه والفم والفكين، يصبحون جراحين بدرجة علمية واحدة أو درجتين دون فروق. لا يوجد نظام تدريب خاص بالجراحة القحفية الوجهية. توجد في الولايات المتحدة العديد من مراكز الجراحة القحفية الوجهية في العديد من المراكز الأكاديمية الرئيسة. 

## تعظم الدروز الباكر
ترتبط عظام الجمجمة ببعضها عن طريق الدروز القحفية. اليافوخ الأمامي هو مكان التقاء الدروز الجبهية والسهمية والتاجية معاً. تلتحم الدروز بصورة طبيعية تدريجياً خلال السنوات القليلة الأولى من الولادة. تنتج آليات تعويضية غير طبيعية في الأطفال الذين تلتحم عندهم تلك الدروز مبكراً عن موعدها، ما يؤدي إلى تقييد نمو الجمجمة، وحدوث أنماط نمو غير طبيعية. تنمو الجمجمة عمودياً على الدروز. عندما تلتحم إحدى الدروز مبكراً للغاية، يتقيد النمو العمودي للجمجمة على الدروز، ما يؤدي إلى التعويض بتحفيز نمو العظام الأخرى، فينمو الرأس بشكل غير طبيعي. يُعتبر توسع المخ أكبر محفز للنمو السريع للجمجمة في السنة الأولى من الحياة. قد تحد قدرة الجمجمة الضئيلة للنمو من الحجم المطلوب للدماغ. يؤدي تعظم الدروز الباكر إلى زيادة الضغط داخل الجمجمة في حالة فشل الآليات التعويضية في توفير المساحة الكافية لنمو الدماغ.
يُطلق على تعظم الدروز الباكر مصطلح «البسيط» إذا تضمن درزا واحدا فقط، ويُطلق عليه مصطلح «المركب» إذا شمل درزين أو أكثر. يمكن أن تحدث تلك الحالة بصفتها جزءا من متلازمة أو منعزلة.

### تزورق الرأس
يلتحم الدرز السهمي قبل أوانه في حالة تزورق الرأس. يمر الدرز السهمي من الجبهة حتى مؤخرة الرأس. يأخذ هذا التشوه شكل الرأس الطويل الضيق الذي بأخذ شكل الزورق (ولهذا أُطلق اسم تزورق الرأس). تقوم آليات التعويض على نمو الرأس للأمام في الدرز التاجي، وهو ما يشكِّل جبهة بارزة، وتطويعا جبهيا، ومؤخرة بارزة، تسمى بالمخروط. يُعتبر تزورق الرأس أشيع أشكال تعظم الدروز الباكر في هولندا إذ يحدث في 2.8 لكل 10 آلاف طفل.

### مثلثية الرأس
يلتحم الدرز الجبهي قبل أوانه في حالة مثلثية الرأس. يوجد الدرز الجبهي في الخط الإنسي من الجبهة. تصير الجبهة مدببة بسبب التحام هذا الدرز قبل أوانه، ما يعطي الرأس الشكل المثلثي عند النظر إليه من أعلى. تحدث حالة مثلثية الرأس في هولندا بمعدل 1-1.9 لكل 10 آلاف طفل. 

### الرأس الوارب
يلتحم واحد من الدرزين التاجيين قبل أوانه في حالة الرأس الوارب. يجري الدرز التاجي فوق قمة الرأس، أمام الأذنين مباشرة. يمثل هذا التشوه شكلاً غير متناظر (تسطيح جانب من جوانب الرأس). معدل حدوث هذه الحالة 1 لكل 10 آلاف حالة. 

### قصر الرأس
يلتحم كلا الدرزين التاجيين قبل أوانهما في حالة قصر الرأس. يأخذ هذا التشوه شكل الرأس العريض المرتفع. معدل الحدوث 1 لكل 20 ألف طفل.

## الفريق
يتشكل فريق الجراحة القحفية الوجهية وفريق المتابعة من أطباء وجراحين وممرضين وغيرهم من المعالجين من تخصصات متنوعة.

## العمليات الجراحية
في حالة إصابة الجبهة (مثلثية الرأس والرأس الوارب)، تُستخدم عملية تُعرف باسم التقديم الجبهي الحجاجي لتصحيح شكل الرأس. تُجرى العملية في عمر صغير لتوفير مساحة كافية لنمو الدماغ ومنع أي نمط غير طبيعي لنمو الجمجمة. يعني مصطلح التقديم الجبهي الحجاجي حرفياً تحريك جبهة الجمجمة مع الحجاج للأمام. يُقطع جزء من الجمجمة، يتراوح حجمه من الدروز التاجية إلى الحجاج لتصحيح شكل الجمجمة. 
يأخذ القطع شكل الزغزاغ (خط متعرج) من الأذن إلى الأذن الأخرى حتى يغطي الشعر الندبة ويجلعها غير مرئية.  يُجرى القطع في العظام فقط، وتترك الأغشية السحائية دون قطع. يُقطع النصف العلوي من الحجاج. يُجرى قطع عمودي في خط المنتصف بمجرد إجراء قطع الحجاج، ويُخرج الجزء المقطوع من الحجاج بالكامل من أجل تصحيح الشكل المدبب للجبهة. يجب إجراء قطع وتدي على كل جانب للسماح للجزء المقطوع أن يتلائم مع الجمجمة؛ لأن القطع صار عريضًا للغاية.
يلتحم الدرز السهمي قبل أوانه في حالة تزورق الرأس، ما يمنع نمو الجمجمة عمودياً على الدرز. ويصبح الرأس ضيقا طويلا للغاية. يمكن تصحيح حالة تزورق الرأس خلال عملية بسيطة -يُفتح فيها الدرز السهمي جراحياً- إذا شُخضت بعد 3 أو 5 شهور من الولادة. تستعيد أجزاء العظام قدرتها على النمو بمجرد فتح الدرز ويستعيد الرأس شكله الطبيعي. تُجرى العملية للمرضى الصغار (الأصغر من خمسة شهور من العمر) المصابين بتزورق الرأس. لأن الهدف المرجو من العملية لا يتحقق بتكيف الجمجمة إلا عند إجراء العملية في عمر صغير. تتطلب حالة تزورق الرأس التي شُخصت وعولجت لاحقًا عملية ثانوية أكبر من السابقة. 
يركز الجراحون أثناء تصحيح حالة تعظم الدروز المبكر على الحفاظ على الشكل الجمالي الطبيعي لعظام الصدغ، وتجنب تآكل أو تجويف عظام الصدغ. وبالرغم من تلك المحاولات لتجنب التجويف الصدغي بتوظيف آليات تعويضية فائقة وزرع الدهون والطعوم العظمية، ما يزال 50% من المرضى يعانون من هبوط الحفرة الصدغية بعد إنهاء العملية. 